# Villorejo
Villorejo es una localidad situada en la provincia de Burgos, comunidad autónoma de Castilla y León (España), comarca de Odra-Pisuerga, ayuntamiento de Isar.

## Datos generales
Hasta 1977 tenía categoría de municipio, ahora está considerado pedanía de Isar.
En 2006, contaba con 52 habitantes, situado 8,6 km al norte de la capital del municipio, Isar, en la carretera local que desde Cañizar comunica con Tobar y Susinos. 

### Contexto geográfico
Villorejo se encuentra situado a 28 km de Burgos en dirección a Villadiego. Limita con Cañizar , Pedrosa del Páramo , Manciles , Susinos del Páramo , San Pedro , Avellanosa y Palacios de Benaver. 
El casco urbano está emplazado en la confluencia de dos valles, el Umayor y el de Fresnedo; esto hace que sea un pueblo rico en agua, incluso en los años de más sequía: dos ríos le abastecen: el Hormazuela y el Umayor juntamente con numerosas fuentes diseminadas por sus campos que tienen una extensión de casi 14 km² .
A la entrada del casco urbano y dando la bienvenida al viajero, se encuentra un monumento de mampostería con dos cuadros de azulejos policromados que reproducen: uno de ellos, la virgen del Rosario, réplica de la talla en madera policromada, que la Iglesia saca en procesión en las festividades importantes. Y el otro una vista general del pueblo.

## Situación administrativa
Entidad Local Menor cuyo alcalde pedáneo es José Luis Pardo del PSOE.

## Demografía
| Gráfica de evolución demográfica de Villorejo entre 1842 y 1970 |
| |
| Población de derecho según los censos de población del INE Población de hecho según los censos de población del INEEntre el censo de 1981 y el anterior, este municipio desaparece porque se integra en el municipio Isar. |

Actualmente tiene 18 vecinos y 53 habitantes.

## Historia
Lugar que formaba parte, en su categoría de pueblos solos, del Partido de Castrojeriz , uno de los catorce que formaban la Intendencia de Burgos, durante el periodo comprendido entre 1785 y 1833, en el Censo de Floridablanca de 1787 , jurisdicción de realengo con alcalde pedáneo.
Antiguo municipio de Castilla la Vieja en el partido de Castrojeriz código INE-09474 
En el censo de la matrícula catastral contaba con 48 hogares y 187 vecinos.
Entre el censo de 1981 y el anterior, este municipio desaparece porque se integra en el municipio 09181 Isar , contaba entonces con una extensión de 1394 ha, 39 hogares y 177 vecinos.

## Patrimonio
A la entrada del casco urbano y dando la bienvenida al viajero, se encuentra un monumento de mampostería con dos cuadros de azulejos policromados que reproducen: uno de ellos, la virgen del Rosario, réplica de la talla en madera policromada, que la Iglesia saca en procesión en las festividades importantes. Y el otro una vista general del pueblo.